# 藍田邨
藍田邨（英語：Lam Tin Estate）是香港房屋委員會在觀塘區的公共屋邨之一，位於九龍觀塘區藍田慶田街7號，於2009年7月落成、同年入伙。

## 概要
藍田邨第7、8期由房屋署總建築師（3）負責設計，中國建築負責地基工程，並由瑞安建業負責承建，在2012年獲頒香港優質建築大獎之殊榮。重建前原址也稱為藍田邨，是舊藍田邨第4至6座、共有23座徙置大廈。

## 歷史

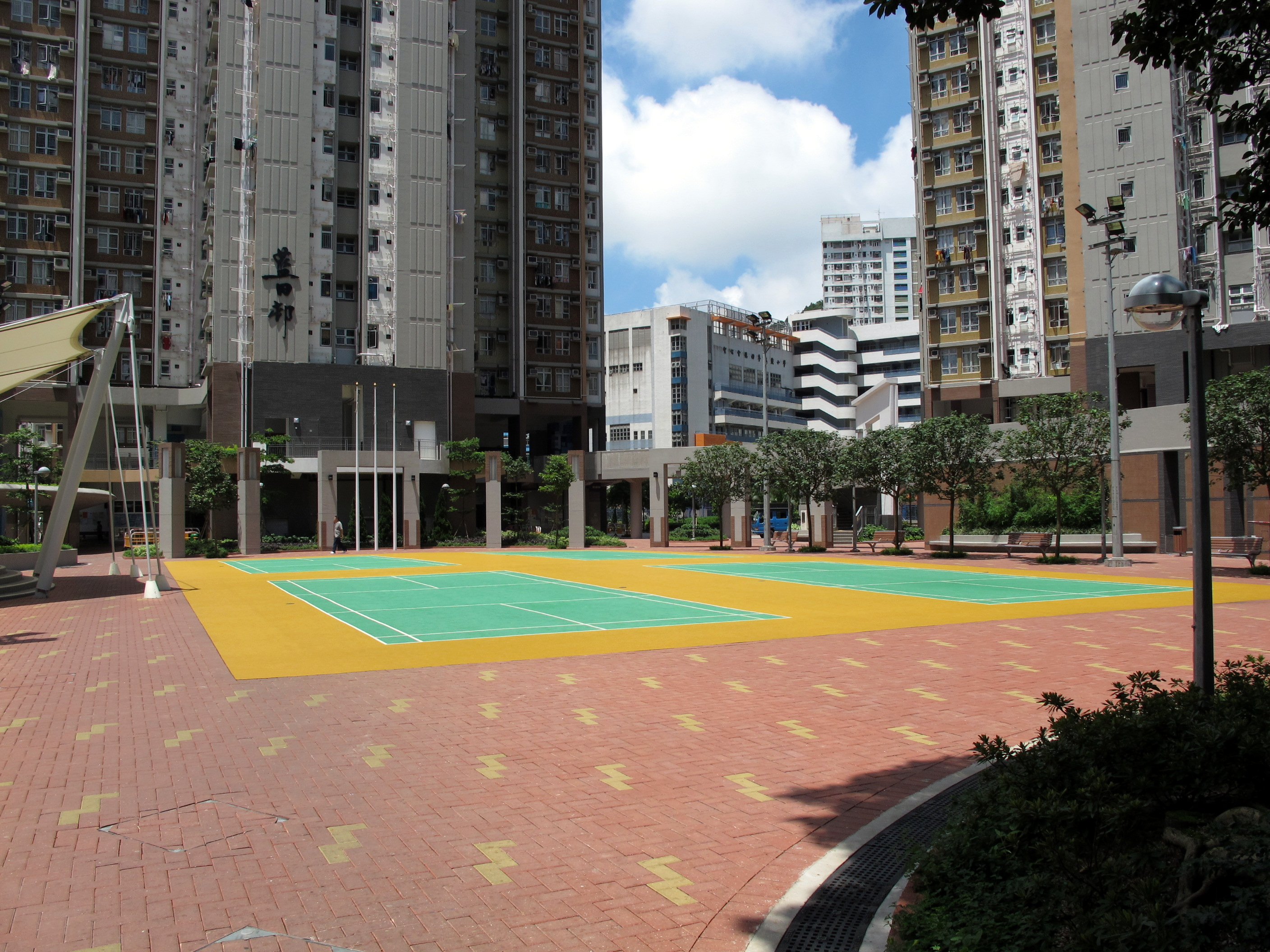
2010年重建後的藍田邨入口廣場設羽毛球場

### 興建
前代藍田邨共有23座徙置大廈，於1963年規劃，1966年至1975年間陸續落成，位於九龍觀塘區藍田山上，即匯景花園及港鐵藍田站現址附近一帶，1970年前稱為咸田徙置區，第1至14座為第四型徙置大廈（沒有第9座），第15至24座為第六型徙置大廈（在房委會接手後，由工務司署改為房屋署總建築師彭玉陵設計）。當時，徙置事務處及房委會曾先後將藍田邨分為甲（第四型大廈）、乙（第六型大廈）兩個區別，及後再拆分為3個區別管理（即藍田（一）邨、藍田（二）邨及藍田（三）邨）。值得一提，藍田邨第22座因應地勢位於安田街山腳的樓宇西邊為21層，而位於安田街山頂處的部分則仍為16層，因此藍田邨第22座為徙置事務處興建最高的樓宇。

### 擴展
在1981年藍田邨後方木屋區大火後，政府於1982年決定清拆該等木屋區，並在進行爆破平整後重建成為藍田邨擴展部份。後來，為了方便管理，該等新建樓宇分拆為若干條屋邨及屋苑，當中擴展計劃首兩期分拆為康華苑及興田邨，於1987-88年間竣工；而擴展計劃3、4期連同藍田南一期則於1990年分拆為德田邨，並於1991-93年間竣工。

### 拆卸及重建
政府曾於1983到1984年間，為所有樓齡超過5年的公屋進行全面勘查，發覺有不少大廈的石屎強度均未達標準，當中有26座大廈更低至不能接受的地步，並有即時倒塌危險，該邨的第12座、13座和17座於1985年納入「26座問題公屋」名單當中。17座率先於1988年拆卸，而其餘22座（包括第12座、13座）於大約1990年至2001年左右陸續清拆重建，整個拆卸工程稱「藍田邨重建計劃」。至1991年12月，房委會正式公佈藍田邨重建的規劃大綱。
而在17座率先清拆時，被發現使用含石棉通花磚而需一度停工。此事件亦繼而揭發全港有320座公屋使用含石棉建材。
整個拆卸工程於2002年完成，拆卸重建後，藍田邨原址已分拆為4個屋邨及1個屋苑重建：藍田（三）邨原址現為平田邨、藍田（二）邨原址現為安田邨、啟田邨。而藍田（一）邨1-6座原址則重建成現時的藍田邨首四座樓宇及社區設施，7、8及10座則重建成康逸苑。由於4個屋邨之間的關係密切，因此不時有些人仍將「藍田邨」一詞用作4個屋邨的統稱，而實際上舊藍田邨早已消失。另外有人認為興田邨、德田邨及廣田邨也是舊藍田邨重建工程的一部份（因為此等屋邨為受影響居民的接收屋邨，而前兩者興建初期亦曾經是藍田邨擴展部份），但該等屋邨已在1980年代中至1990年代初陸續分拆，且不在原藍田邨範圍。
現時「藍田」已不再是藍田邨的代名詞，而指藍田整個地區或藍田站。

#### 第七、八期
藍田邨現存部分在重建時，原訂興建四座和諧二型大廈，後改作居屋用地，並將興建8座以石排灣邨二期為設計基礎的靈活性大廈。
由於在2002年11月受到「孫九招」影響，藍田（一）邨的重建因而略受阻延3年，要延至2005年動工，2009年才竣工。而在規劃期間，樓宇型號亦由原訂的靈活性大廈，改為5座新和諧一型（公屋版本），並對樓宇佈局略作改動，其後再改為4座非標準設計大廈。

#### 第十、十二期
早於2001年，房委會已獲准將平田街公園（即藍田邨重建第十期）用地，改劃作興建一幢25層高小型單位大廈，提供282個單位連一座安老院，其後於翌年獲建築小組委員會通過。然而，該計劃後來不了了之。
因應房屋供應需求，房屋署正於現藍田邨以南的藍田（北）巴士總站、本身劃為第12期的用地興建一座新樓宇，暫名為「德田街項目」，並於2025年1月正名為「藍逸樓」，預計於2026年落成；同時，房屋署亦重推第10期重建計劃，但樓層及單位數目分別增至41層及約400伙，預計2031年落成。

## 屋邨資料

### 現時樓宇
| 樓宇名稱（座號） | 樓宇類型                    | 落成年份 | 樓宇層數 （住宅層數） | 每層伙數 | 每座單位總數（伙） | 建築師              | 承建商                            | 提供升降機的廠商 | 期數  |
| ---------------- | --------------------------- | -------- | --------------------- | -------- | ------------------ | ------------------- | --------------------------------- | ---------------- | ----- |
| 藍暉樓（第1座）  | 非標準設計大廈 （十字型）   | 2009年   | 40（38）              | 20       | 760                | 房屋署總建築師（3） | 瑞安建業、 中國建築（地基工程）   | 蒂森克虜伯       | 7 & 8 |
| 藍泰樓（第2座）  | 非標準設計大廈 （十字型）   | 2009年   | 40（38）              | 20       | 760                | 房屋署總建築師（3） | 瑞安建業、 中國建築（地基工程）   | 蒂森克虜伯       | 7 & 8 |
| 藍碧樓（第3座）  | 非標準設計大廈 （十字型）   | 2009年   | 40（38）              | 20       | 760                | 房屋署總建築師（3） | 瑞安建業、 中國建築（地基工程）   | 蒂森克虜伯       | 7 & 8 |
| 藍蔚樓（第4座）  | 非標準設計大廈 （十字型）   | 2009年   | 40（38）              | 20       | 760                | 房屋署總建築師（3） | 瑞安建業、 中國建築（地基工程）   | 蒂森克虜伯       | 7 & 8 |
| 藍逸樓（第5座）  | 非標準設計大廈 （L型）      | 2026年   | 40（35）              | （待補） | 495                | 房屋署總建築師（1） | 協興建築（上蓋） 惠保（地基工程） | 通力             | 12    |
| 未命名（第6座）  | 非標準設計大廈 （未定型號） | 2031年   | （待補）              | （待補） | （待補）           | （待補）            | （待補）                          | （待補）         | 10    |

政府於2020年向區議會提交文件，建議在現有藍田（北）巴士總站（即第12期用地），以及位於藍田邨邨界內的公園（即第10期用地），分別加建兩幢公屋，當中公園內的門球場會重置在巴士總站現址興建的樓宇平台。

### 歷代樓宇
| 重建前的藍田邨 | 重建前的藍田邨 | 重建前的藍田邨 | 重建前的藍田邨 | 重建前的藍田邨 | 重建前的藍田邨           | 重建前的藍田邨                             | 重建前的藍田邨     |
| 樓宇座號       | 樓宇類型       | 落成年份       | 拆卸年份       | 屋邨區別       | 承建商                   | 重建後原地所屬的樓宇                       | 安置屋邨           |
| -------------- | -------------- | -------------- | -------------- | -------------- | ------------------------ | ------------------------------------------ | ------------------ |
| 第1座          | 第四型         | 1966年         | 1999年         | 藍田（一）邨   | （待查）                 | 藍田綜合大樓                               | 平田邨             |
| 第2座          | 第四型         | 1967年         | 1999年         | 藍田（一）邨   | （待查）                 | 聖公會德田李兆強小學                       | 平田邨             |
| 第3座          | 第四型         | 1967年         | 1999年         | 藍田（一）邨   | （待查）                 | 聖公會德田李兆強小學                       | 平田邨             |
| 第4座          | 第四型         | 1967年         | 1999年         | 藍田（一）邨   | （待查）                 | 藍暉樓 藍泰樓 藍碧樓 藍蔚樓                | 平田邨             |
| 第5座          | 第四型         | 1966年         | 2001年         | 藍田（一）邨   | （待查）                 | 藍暉樓 藍泰樓 藍碧樓 藍蔚樓                | 油塘邨 雲漢邨      |
| 第6座          | 第四型         | 1966年         | 2001年         | 藍田（一）邨   | （待查）                 | 藍暉樓 藍泰樓 藍碧樓 藍蔚樓                | 油塘邨 雲漢邨      |
| 第7座          | 第四型         | 1968年         | 1997年         | 藍田（二）邨   | （待查）                 | 康逸苑                                     | 啟田邨 平田邨      |
| 第8座          | 第四型         | 1968年         | 1997年         | 藍田（二）邨   | （待查）                 | 康逸苑                                     | 啟田邨 平田邨      |
| 第9座          | 「火柴盒」小學 | 1968年         | 1996年         | 藍田（二）邨   | （待查）                 | 康逸苑                                     | 平田邨（平禧校舍） |
| 第10座         | 第四型         | 1968年         | 1997年         | 藍田（二）邨   | （待查）                 | 康逸苑                                     | 啟田邨 平田邨      |
| 第11座         | 第四型         | 1966年         | 1991年         | 藍田（二）邨   | （待查）                 | 啟田邨 啟田商場（舊翼）                    | 德田邨             |
| 第12座         | 第四型         | 1966年         | 1991年         | 藍田（二）邨   | （待查）                 | 啟田邨 啟田商場（舊翼）                    | 興田邨 顯徑邨      |
| 第13座         | 第四型         | 1966年         | 1991年         | 藍田（二）邨   | （待查）                 | 啟田邨 啟田商場（舊翼）                    | 興田邨 顯徑邨      |
| 第14座         | 第四型         | 1966年         | 1991年         | 藍田（二）邨   | （待查）                 | 啟田邨 啟田商場（舊翼）                    | 德田邨             |
| 第15座         | 第六型         | 1969年         | 1998年         | 藍田（三）邨   | 有成建築有限公司         | 安田邨 啟田商場（新翼） 平田公共運輸交匯處 | 平田邨             |
| 第16座         | 第六型         | 1972年         | 1994年         | 藍田（三）邨   | 德榮建築、大盛建築公司   | 平田邨 平真樓 平善樓 平美樓 服務設施大樓   | 翠屏北邨           |
| 第17座         | 第六型         | 1972年         | 1988年         | 藍田（三）邨   | 德榮建築、大盛建築公司   | 平田邨 平真樓 平善樓 平美樓 服務設施大樓   | 興田邨             |
| 第18座         | 第六型         | 1972年         | 1994年         | 藍田（三）邨   | 德榮建築、大盛建築公司   | 平田邨 平真樓 平善樓 平美樓 服務設施大樓   | 翠屏北邨 廣田邨    |
| 第19座         | 第六型         | 1972年         | 1994年         | 藍田（三）邨   | 德榮建築、大盛建築公司   | 平田邨 平真樓 平善樓 平美樓 服務設施大樓   | 廣田邨             |
| 第20座         | 第六型         | 1972年         | 1994年         | 藍田（三）邨   | 德榮建築、大盛建築公司   | 聖公會李兆強小學                           | 德田邨             |
| 第21座         | 第六型         | 1974年         | 1992-1993年    | 藍田（三）邨   | 安利（蕭氏）建築有限公司 | 平田邨 平信樓 平仁樓 平旺樓 平誠樓         | 德田邨 廣田邨      |
| 第22座         | 第六型         | 1974年         | 1992-1993年    | 藍田（三）邨   | 安利（蕭氏）建築有限公司 | 平田邨 平信樓 平仁樓 平旺樓 平誠樓         | 德田邨 廣田邨      |
| 第23座         | 第六型         | 1974年         | 1992-1993年    | 藍田（三）邨   | 安利（蕭氏）建築有限公司 | 平田邨 平信樓 平仁樓 平旺樓 平誠樓         | 德田邨 廣田邨      |
| 第24座         | 第六型         | 1974年         | 1992-1993年    | 藍田（三）邨   | 安利（蕭氏）建築有限公司 | 平田邨 平信樓 平仁樓 平旺樓 平誠樓         | 德田邨 廣田邨      |

粗體表示該樓宇牽涉26座問題公屋醜聞，其混凝土強度未達高層單位20.7MPa或低層單位31MPa的標準，其中12、13及17座更是26座問題公屋之一，相關樓宇已納入整體重建計劃下重建

## 社區設施

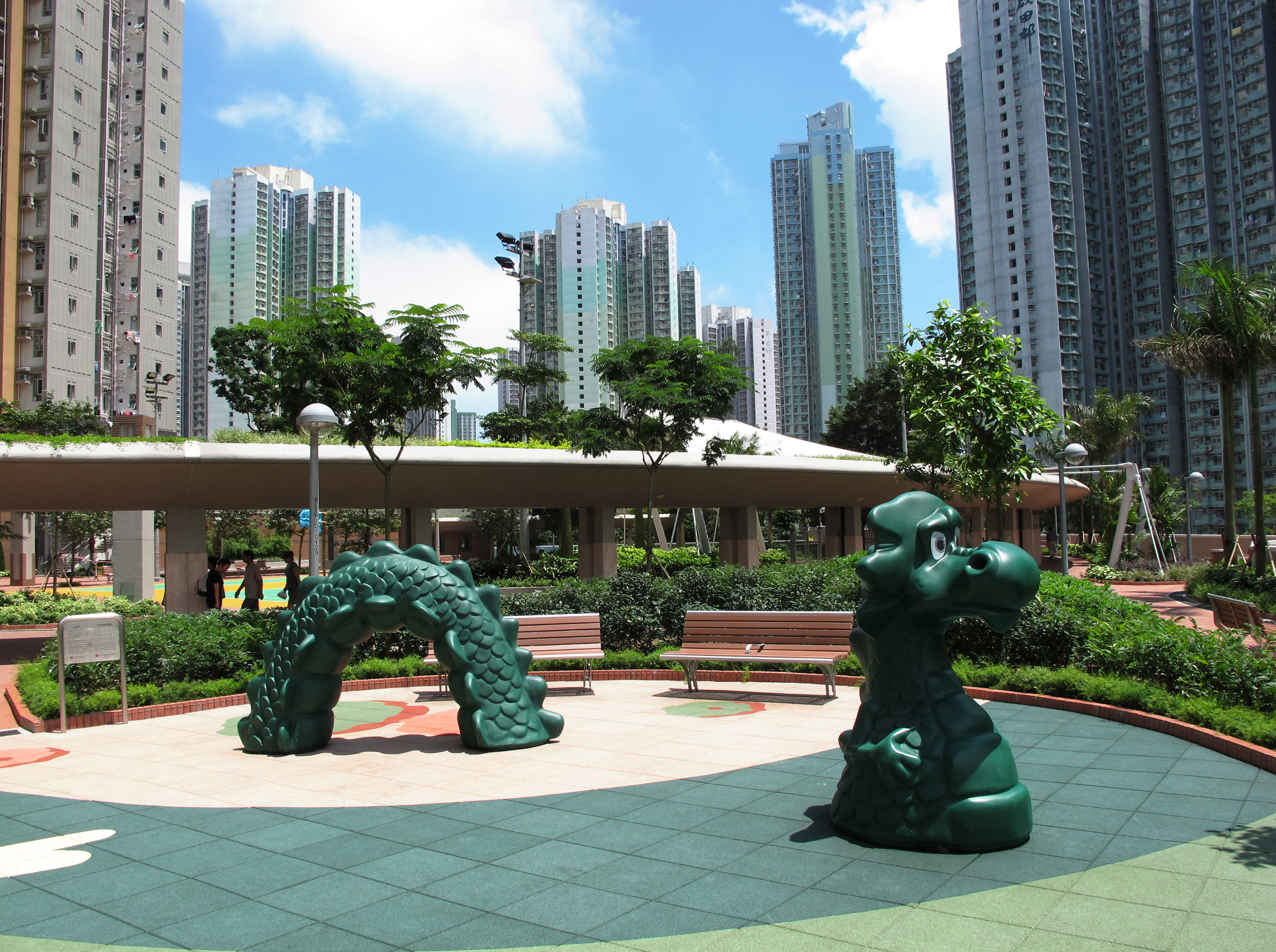
邨內的兒童遊樂場以龍為主題

藍田邨內設有多項設施，包括4個兒童遊樂場、2個羽毛球場、籃球場及輕型貨車停車場。屋苑的每座樓宇地下均設有不同設施。藍暉樓設長者健身活動區及足健徑；藍泰樓設棋枱、觀景台及兒童遊樂區；藍碧樓設兒童遊樂區及藍田邨展覽區；藍蔚樓設乒乓球區。
藍田邨的有蓋通道上亦種植了多種植物，而屋苑入口上蓋位置、其中三座大廈屋頂安裝了共180塊太陽能光伏電池板；所產生的電力能直接接駁至電網，用於邨內的公共設施，如走廊照明燈、升降機、水泵等。
另外，藍蔚樓地下設有一部自助提取貨物櫃「順便智能櫃」。

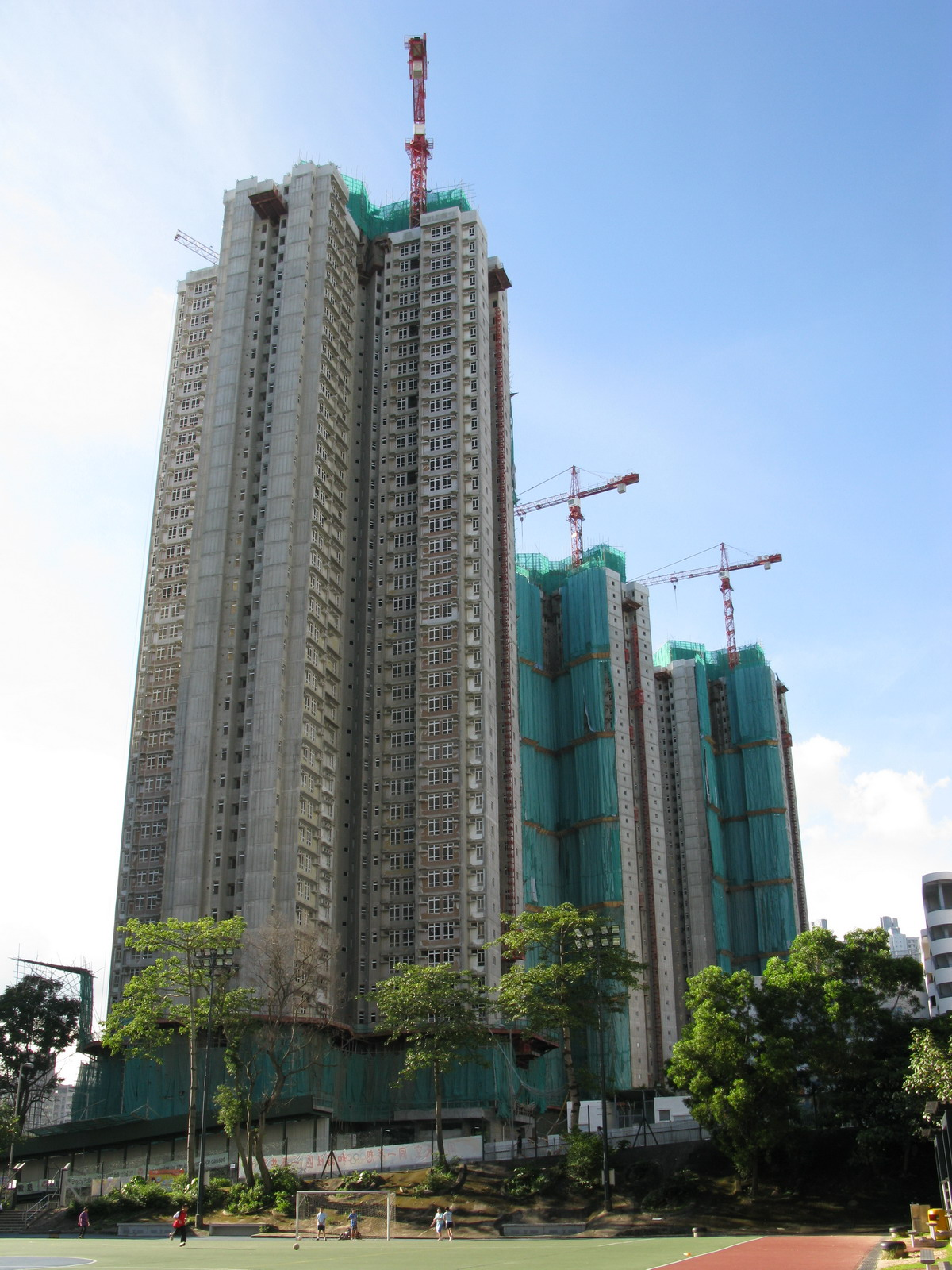
重建中的藍田邨第7、8期（2008年7月）
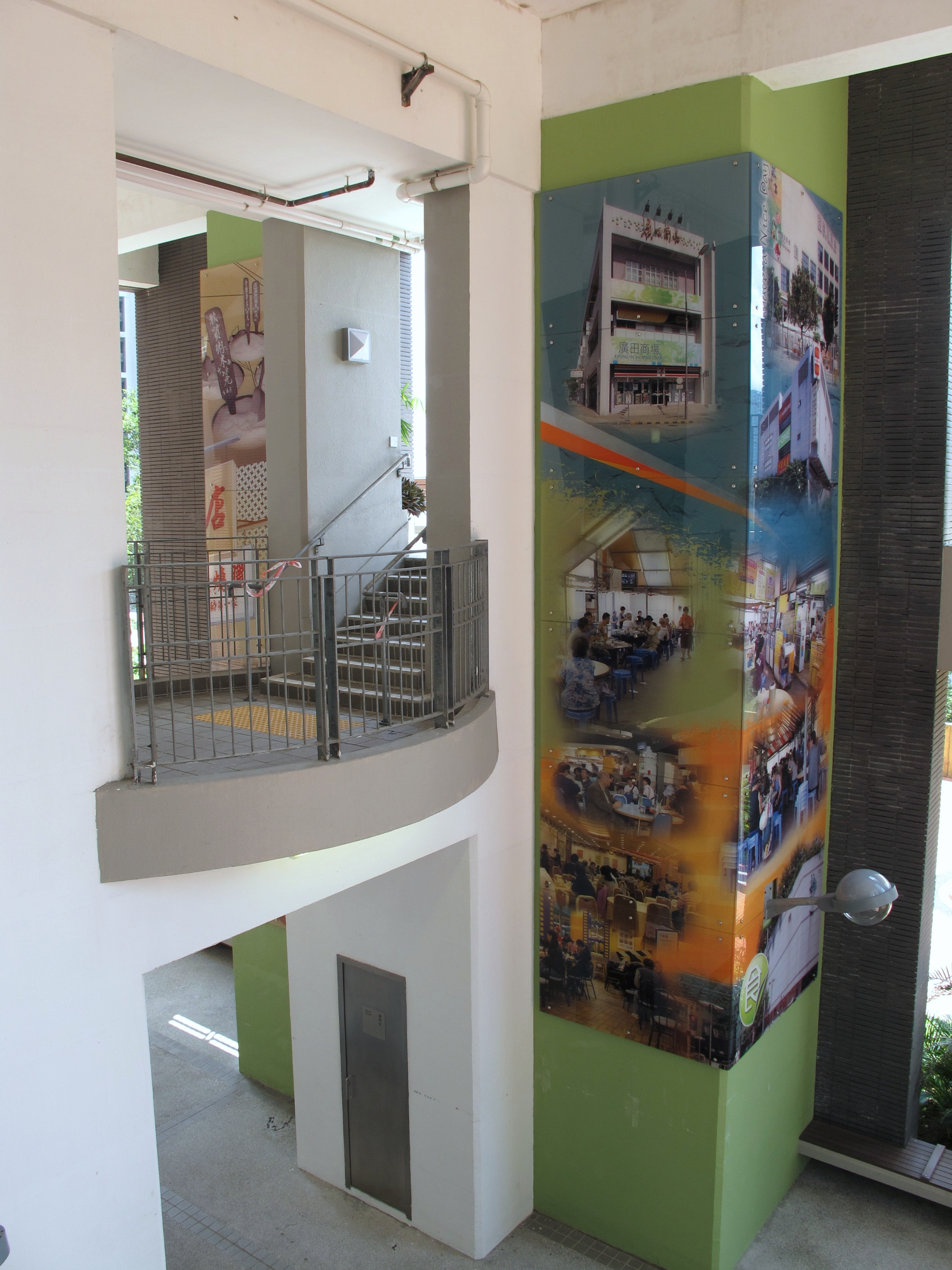
邨內的每座樓宇基座外牆，均展示藍田過去與現今的不同之處
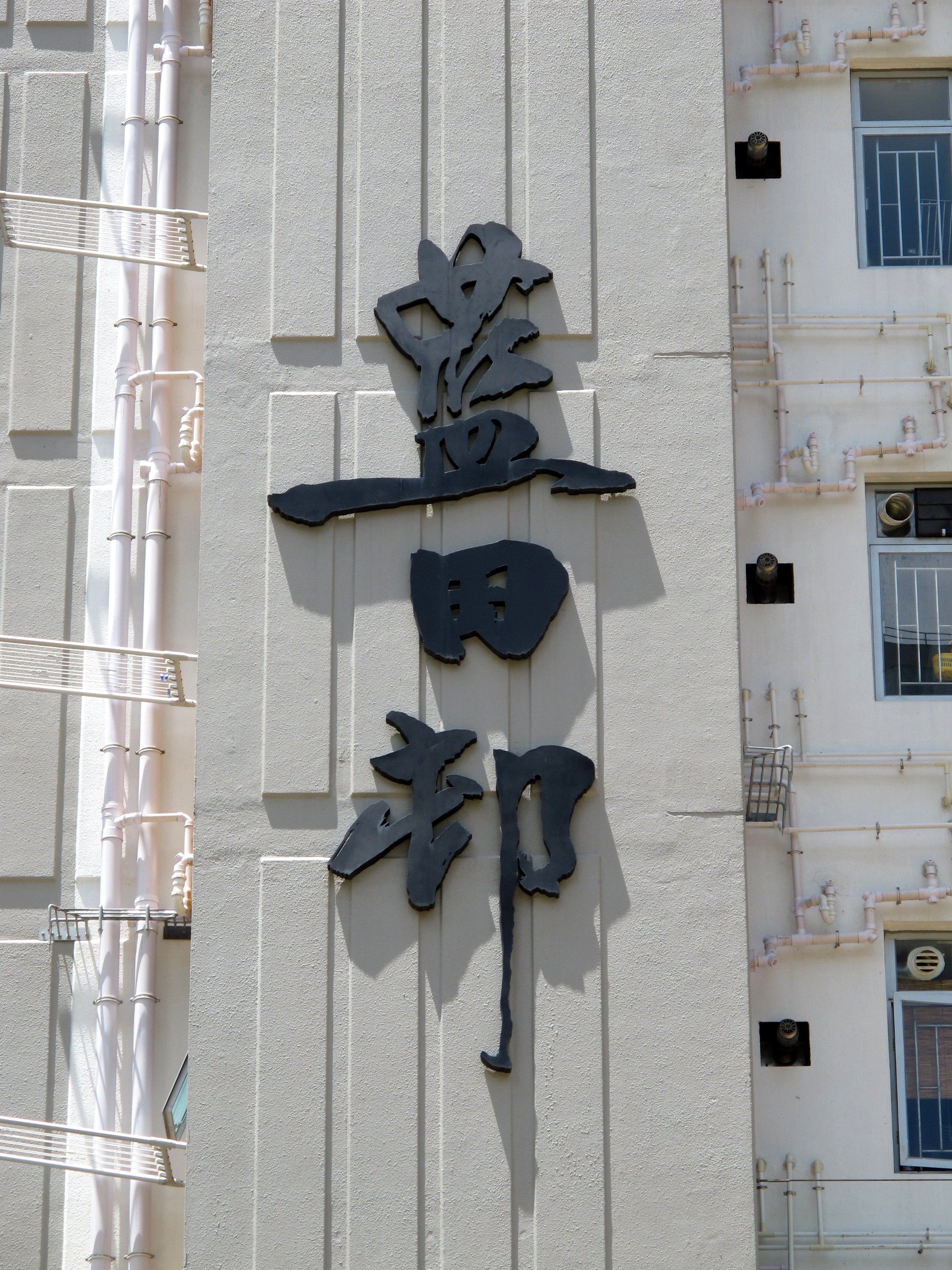
藍田邨大廈外牆上的邨名書法題字，是由曾住在藍田邨第15座的藝人劉德華所題
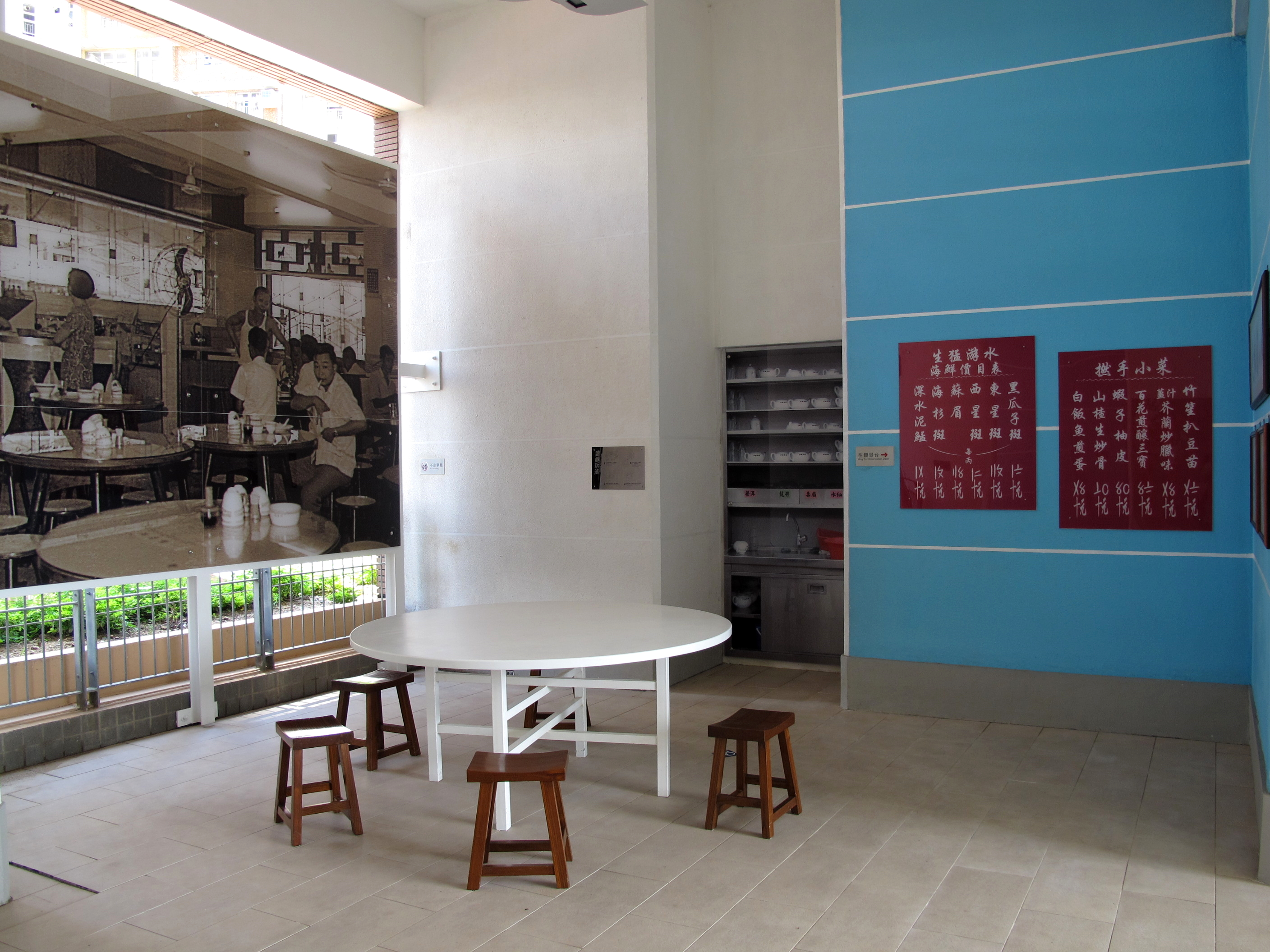
邨內的互動遊戲區
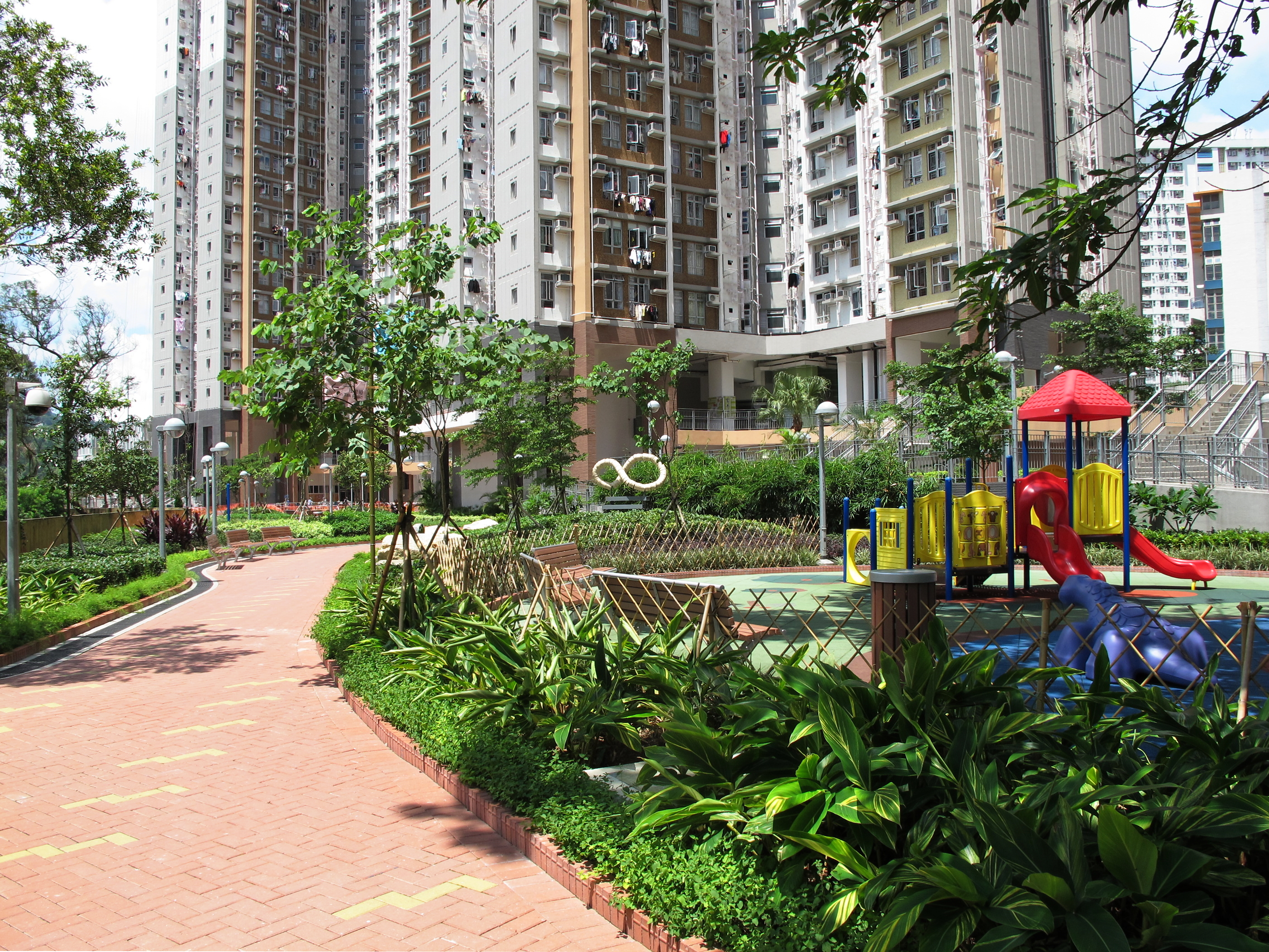
邨內的休憩用地

### 社區中心
- 藍田綜合大樓（已於2012年8月落成）[12]

### 教育及福利設施

#### 小學
- 聖愛德華天主教小學
- 聖公會德田李兆強小學

此外，亦有兩間小學位於由舊藍田邨重建而成的平田邨內：
- 藍田循道衛理小學
- 聖公會李兆強小學

#### 已拆卸學校
此邨重建前，曾一度同時設有9所「火柴盒」小學及5所幼稚園校舍：
- 司徒氏宗親會小學（鄰近第20座，1991年停辦，其後一直申請校舍復辦但不果，最後於2002年放棄）
- 新會商會藍田學校（與第13座中部相連，1985年被殺校）
- 中華傳道會牧幼學校（與第12座相連：1988年在長發邨復辦並易名為中華傳道會呂明才小學）
- 培成小學（與第11座中部相連，1991年遷往富亨邨並易名香港神託會培賢小學，2009年與聖公會阮鄭夢芹小學下午校合併，成為聖公會阮鄭夢芹銀禧小學）
- 香港八和會館小學（鄰近第24座；1974年自李鄭屋邨遷入，再於1991年改名為李志達紀念學校並遷往上水）
- 佛教內明學校（與第5座中部相連，1989年被殺校）
- 聖公會兆強小學（鄰近第15座；易名聖公會李兆強小學，並遷至區內新建校舍）
- 聖愛德華學校（與第4座北部呈90度相連；易名聖愛德華天主教小學，同上）
- 藍田循道小學（位於第9座：易名藍田循道衛理小學，同上）
- 保良局藍田托兒所[13]
- 佛教金麗幼稚園（位於第16座，1993年遷往康雅苑）
- 培成幼稚園（位於第11座，1991年遷往富亨邨，其後被殺校）
- 聖公會聖匠幼稚園（位於第19座，其後遷往康栢苑，並易名聖公會慈光堂聖匠幼稚園 （页面存档备份，存于））
- 順德聯誼總會昭文幼稚園（位於第20座，其後被殺校）

## 趣聞

### 不設第9座之原因
原因是當初興建藍田邨時，預計於第8座之前會興建第9座，但是後來的「第9座」卻改為興建了一座「火柴盒」獨立校舍的小學，為藍田循道小學（現藍田循道衛理小學）。因為興建的時候經常倒塌，可能因為以前是一個墳場，或者土質疏鬆關係。

### 第15座外牆上的彩繪飛龍

藍田邨第15座外牆上的金龍壁畫，拍攝時正是工務司署慶祝第500座大廈落成儀式

1970年藍田邨15座外牆上的彩繪飛龍壁畫，據政府官方說法，此龍是1970年時工務司署慶祝落成第500座大廈而設。不過坊間流傳，藍田水怪為患而常豪雨成災，有人乃建議在15座風水牆外畫一條六層高的巨龍鎮水鬼。傳說有一天，如常是下雨之際，有邨民見15座對開半空中有一龍一妖在拼鬥，有邨民更指金龍不敵水怪，請出十二生肖各靈獸聯手抗敵。鄰近各座住戶紛紛湧出窗台 （騎樓）抬頭觀望，堪稱公共房屋史上最靈幻、參與者最多的屋邨傳聞。翌日即發現剛竣工的飛龍彩漆剝落，「傷痕」纍纍。各報章當天均有就此事作出報導。此後，藍田一地亦無發生豪雨成災慘劇，邨民都相信是龍神有靈，將水妖驅走。彩漆掉落原因相信是雨水濺落牆上而掉落，不過至今仍眾說紛紜。值得一提的是，這幢大廈也是香港藝人劉德華小時候的住所。
而根據劉德華在電台訪問節目裡親身的說法，是傳說因為在藍田邨15座曾發掘了一副「龍骨」，從而在後來於這座的外牆上繪了一條中國龍。最很湊巧地他當年正是住在15座的15樓，亦是該樓宇的最高一層。
至於在重建後的藍田邨大廈外牆上的邨名書法題字，也是由劉德華所題的，並由他與房屋署副署長（發展及建築）馮宜萱、觀塘民政事務專員區慶源及觀塘區議會房屋事務委員會主席柯創盛於2010年5月9日親自揭幕。他後來在電台節目訪問裡也提及到，原本希望在每一座新樓宇都題字，但最後只將邨名題字，不過於他而言也是一件很特別的事情。

## 著名居民
- 劉德華 : 著名藝人，曾居於第15座[16][17]
- 敖嘉年 : 前無線電視藝員
- 張松枝 : 前無線電視藝員，曾居於第3座[註 13]
- 李偉健 : 無線電視藝員，曾居於第17座[18]
- 林漢洋：第八屆新秀亞軍

## 藍田邨重建後所分拆的其他屋邨
- 啟田邨
- 平田邨
- 安田邨

## 事件
1970年4月24日發生咸田新區倫常命案，一名失業男子在第10座1434室殺妻跳樓，2屍3命，遺下3名小孤女。
1970年11月10日發生藍田新區跳樓案，一名剛出院58歲精神病患者聲稱被追殺，並走上第3座天台；在警察勸阻期間，他隨即從天台跳下身亡
。
1971年11月23日發生藍田新區第5座命案，一名22歲青年疑因結怨，被兩名少年在其女友寓所外殺害。
1974年7月1日發生藍田邨22座男童命案，1歲半男童何家健在20座家門外走廊玩耍時失蹤，7日後屍體被發現在同邨22座14樓的空置單位，頭部倒插廁坑，身體滿佈傷痕，下體被滾水灼傷，死狀悽慘，本案至今仍未破案。
1975年1月29日發生藍田邨縱火案，兩名男子衝入第4座573室，將屋內母子綁起及蒙頭後縱火，最終母死子傷。
1976年8月7日發生藍田邨女童姦殺案，一名8歲女童被凶手拖入垃圾房姦殺後推落垃圾糟，一日後清潔女工發現女童屍體，案件震驚藍田全邨，本案至今仍未破案。，
1977年7月10日發生藍田邨第3座4樓梯間命案，一名有福義興背景男子被新義安成員襲擊，倒斃4樓梯間；前一日中午，第18座1417室發生石油氣爐爆炸事件，造成5人受傷。
1980年5月22日發生藍田邨第17座命案，老婦吳志芳（70歲）與患精神病幼子劉強（40歲，長期無業）因長期賦閒而發生爭執後遭扼斃。
1982年1月27日發生藍田邨第3座命案，建築工人李瑞君（34歲）被神經漢林儀（25歲）以硬物擊傷頭部，三日後不治。
1983年6月23日藍田邨第3座1211室發生虐殺案， 婦人黃麗娥（25歲）將女兒翁靜雯（2歲）虐打致死。
1984年1月6日藍田邨第14座731室發生劫殺案， 藍田邨第14座互助委員會主席蕭笑（54歲）被劫殺。
1985年7月29日發生藍田邨第22座命案，一名男子吊死3歲兒子，意圖用毒藥殺死自己5歲女兒。
1990年10月26日發生21座8樓命案，少婦王婉華（24歲）遭人以生果刀刺斃。
1991年1月31日發生藍田邨第16座自焚及跳樓案，一名患有精神病的16歲少年在第16座9樓某室與母親爭執，並把她推出屋後第二度自焚（數日前曾第一度自焚，被及時制止）並跳樓自殺，送院後不治。
2022年11月23日，一名15歲身穿校服的中四男生從邨藍暉樓天台墮下，經搶救證實不治，地上留下血漬及皮帶扣。據悉死者並非藍暉樓居民，而警方在現場沒有檢獲遺書。

## 外部連結
- 房委會物業位置及資料 藍田邨（页面存档备份，存于）
- 新公共屋邨租金詳情（页面存档备份，存于）
- 藍田傳說(1)-序言與前言
- 藍田傳說(2)-《消失了的第9座》~第一個傳說
- 藍田傳說(3)-《消失了的第9座》~第二個傳說
- 藍田傳說(4)-《消失了的第9座》~第三個傳說
- 藍田傳說(5)-《15座牆上彩龍的圖案》~第四個傳說
- 藍田傳說(6)-《15座牆上彩龍的圖案》~第五個傳說
- 藍田傳說(7)-《15座牆上彩龍的圖案》~第六個傳說
- 藍田傳說(8)-《15座牆上彩龍的圖案》~第七個傳說
- 對藍田傳說的分析和感想(1)
- 對藍田傳說的分析和感想(2)
- 舊藍田邨最後的結局(1) （页面存档备份，存于）